# Aurach (Toponym)
Aurach ist ein im süddeutschen Sprachraum mehrfach vorkommender Orts- und Gewässername, auch in etwas anderer Form als Aura oder Urach. Er ist entstanden als Kompositum aus den mittelhochdeutschen Worten ūr(e) ‚Auerochse‘ und ahe, -ach, das sich auf ein gleichbedeutendes althochdeutsches aha ‚fließendes Wasser‘ zurückführen lässt. Bezeichnungsmotiv ist also ein Gewässer, an dem Auerochsen weiden.